# Kurt Kuschela
Kurt Kuschela (ur. 30 września 1988) – niemiecki kajakarz, kanadyjkarz. Złoty medalista olimpijski z Londynu.

## Kariera sportowa
Zawody w 2012 były jego pierwszymi igrzyskami. Złoto wywalczył w kanadyjkowych dwójkach na dystansie 1000 metrów. Partnerował mu Peter Kretschmer. Na dystansie 500 m w kanadyjkowych dwójkach zajął trzecie miejsce w mistrzostwach świata w 2011. W 2012 był srebrnym medalistą mistrzostw Europy.